# Spejdertørklæde
Et tørklæde er i spejdersammenhæng en del af spejderuniformen. Tørklæderne kan være meget forskellige alt efter korps og spejdergruppe, og der kan være specielle tørklæder for bl.a. spejdercentre og kurser.

## Oprindelse
Tørklædet synes at stamme fra Baden-Powells deltagelse i 2. ndebele krig i 1896, hvor han arbejdede sammen med den amerikanskfødte spejder ved det engelske kavaleri, Frederick Russell Burnham. Baden-Powell kopierede meget af Burnhams praktiske påklædning, herunder "et gråt lommetørklæde, bundet løst om halsen for at forebygge solskoldning." I "Scouting for Boys" beskriver Baden-Powell tørklædet som "meget lig den uniform mine mænd bar, da jeg havde kommando over South African Constabulary." Oprindeligt blev tørklæder bundet om halsen med knob eller knuder, men siden tørklæderingen blev indført i USA i 1920'erne har den hurtigt vundet indpas verden over.
Baden-Powell ændrede i 14. udgave (1929) håndbogen af Scouting for Boys omtalen af knude og tørklædering til:
It [the scarf] may be fastened at the throat by a knot or woggle, which is some form of ring made of cord, metal or bone, or anything you like.